# Ba Cụt

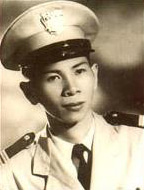
Ba Cụt

Lê Quang Vinh, auch Ba Cụt (* 1923 in Long Xuyên, Vietnam; † 13. Juli 1956 in Cần Thơ, Südvietnam), war ein militärischer Kommandeur der religiösen Sekte Hòa Hảo, die vom Mekong-Delta aus operierte und einer veränderten Form des Buddhismus huldigte. Im Alter von 19 Jahren legte er ein Gelübde ab, in dem er schwor, bis zum Tod gegen die französische Herrschaft in Vietnam zu kämpfen. Um den Schwur zu bekräftigen, schnitt er sich einen Finger ab (daher der Name Ba Cụt = ampurtierter Sohn). Im Alter von 21 Jahren suchte er sich Anhänger aus den Männern seines Dorfes. Zuletzt bestand seine Anhängergruppe aus mehr als 20.000 Menschen. Er besetzte in den 1940er und 1950er Jahren etliche Teile Südvietnams. Als es zum Waffenstillstand kam, schwor sich Ba Cut nicht mehr seine Haare zu schneiden, bis Vietnam wieder vereinigt sei. Nach seiner Ergreifung wurde er zum Tode verurteilt und enthauptet.